# Acanthopteroctetidae
Acanthoctesia là một cận bộ côn trùng trong bộ Cánh vẩy, chứa duy nhất 1 liên họ, và 1 họ Acanthopteroctetoidea Acanthopteroctetidae. Chúng hiện được xem là nhóm thứ 5 theo nhánh sự kiện hiện đang tồn tại trong bộ Cánh vẩy (Kristensen and Skalski, 1999: 10). Chúng cũng đại diện giống cơ bản nhất trong nhóm cánh vảy Coelolepida (Wiegmann et al., 2002) (cùng với Lophocoronoidea và nhóm "Myoglossata").